# 14278 Perrenot
14278 Perrenot eller 2000 CV29 är en asteroid i huvudbältet som upptäcktes den 2 februari 2000 av LINEAR i Socorro County, New Mexico. Den är uppkallad efter Valerie T. Perrenot.